# Antoni Łaciak
Antoni Łaciak (né le 23 juin 1939 et décédé le 6 février 1989) est un ancien sauteur à ski polonais.

## Palmarès

### Jeux Olympiques
| Épreuve / Édition | Innsbruck 1964 |
| Petit Tremplin    | 34e            |

### Championnats du monde
| Épreuve / Édition | Épreuve / Édition | Zakopane 1962 |
| Petit Tremplin    | Petit Tremplin    | Argent        |